# Amado Batista Acústico
Amado Batista Acústico é um álbum do cantor brasileiro Amado Batista, lançado em 2008.

## Faixas

### CD
| N.º | Título                                                   | Compositor(es)                                 | Duração |  |
| 1.  | "Amigo" (part. Eduardo Costa)                            | Preta / José Leite                             | 3:33    |  |
| 2.  | "Casal de Namorados"                                     | Amado Batista / Reginaldo Sodré                | 2:58    |  |
| 3.  | "Solidão Sem Fim"                                        | Preta / Paulo Roberto                          | 3:28    |  |
| 4.  | "Amigo José"                                             | Amado Batista / Reginaldo Sodré                | 3:24    |  |
| 5.  | "Desisto (Obrigado a Desistir)" (part. Sérgio Reis)      | Amado Batista / Reginaldo Sodré                | 3:50    |  |
| 6.  | "Carta Sobre a Mesa" (part. Leonardo)                    | Nei Manoel / Sebastião Ferreira da Silva       | 3:53    |  |
| 7.  | "Pensando em Você"                                       | Amado Batista / Reginaldo Sodré                | 3:41    |  |
| 8.  | "Venha Até Aqui"                                         | Amado Batista / Reginaldo Sodré                | 3:02    |  |
| 9.  | "Sei"                                                    | Amado Batista / Reginaldo Sodré                | 2:57    |  |
| 10. | "Estrada Velha"                                          | Amado Batista / Reginaldo Sodré                | 3:47    |  |
| 11. | "Monotonia"                                              | José Fernandes                                 | 3:19    |  |
| 12. | "Reclamando Sua Ausência"                                | Amado Batista / Reginaldo Sodré                | 4:11    |  |
| 13. | "Separação" (part. Rosemary)                             | Amado Batista / José Fernandes                 | 4:02    |  |
| 14. | "Onde Está Você"                                         | José Fernandes                                 | 3:09    |  |
| 15. | "Romance No Deserto (Romance in Durango)" (part. Fagner) | Bob Dylan / Jacques Levy (versão: Fausto Nilo) | 4:53    |  |

### DVD
| Lista de faixas |                                                          |                                                |         |  |
| N.º             | Título                                                   | Compositor(es)                                 | Duração |  |
| 1.              | "Vida Cor de Rosa"                                       | Odair José / Xandó / Ricardo Noronha           |         |  |
| 2.              | "Desisto (Obrigado a Desistir)" (part. Sérgio Reis)      | Amado Batista / Reginaldo Sodré                |         |  |
| 3.              | "O Julgamento"                                           | Sebastião Ferreira da Silva / Walter José      |         |  |
| 4.              | "Carta Sobre a Mesa" (part. Leonardo)                    | Nei Manoel / Sebastião Ferreira da Silva       |         |  |
| 5.              | "Ah! Se Eu Pudesse"                                      | Vicente Dias                                   |         |  |
| 6.              | "Pensando em Você"                                       | Amado Batista / Reginaldo Sodré                |         |  |
| 7.              | "Vem Morena"                                             | Sebastião Ferreira da Silva / Paulo Leandro    |         |  |
| 8.              | "Venha Até Aqui"                                         | Amado Batista / Reginaldo Sodré                |         |  |
| 9.              | "Sei"                                                    | Amado Batista / Reginaldo Sodré                |         |  |
| 10.             | "Estrada Velha"                                          | Amado Batista / Reginaldo Sodré                |         |  |
| 11.             | "Monotonia"                                              | José Fernandes                                 |         |  |
| 12.             | "Reclamando Sua Ausência"                                | Amado Batista / Reginaldo Sodré                |         |  |
| 13.             | "Separação" (part. Rosemary)                             | Amado Batista / José Fernandes                 |         |  |
| 14.             | "Onde Está Você"                                         | José Fernandes                                 |         |  |
| 15.             | "24 Horas No Ar"                                         | Amado Batista / Reginaldo Sodré                |         |  |
| 16.             | "Romance No Deserto (Romance in Durango)" (part. Fagner) | Bob Dylan / Jacques Levy (versão: Fausto Nilo) |         |  |
| 17.             | "Casal de Namorados"                                     | Amado Batista / Reginaldo Sodré                |         |  |
| 18.             | "Solidão Sem Fim"                                        | Preta / Paulo Roberto                          |         |  |
| 19.             | "Amigo" (part. Eduardo Costa)                            | Preta / José Leite                             |         |  |
| 20.             | "Amigo José"                                             | Amado Batista / Reginaldo Sodré                |         |  |

## Certificações
| País          | Certificação | Data | Certificado de vendas |
| ------------- | ------------ | ---- | --------------------- |
| Brasil - ABPD | Ouro         | 2008 | 150.000               |